# 86번가역 (IRT 브로드웨이-7번로선)
86번가역(영어: 86th Street)은 뉴욕 지하철 IRT 브로드웨이-7번로선에 있는 완행역이다. 맨해튼 어퍼웨스트사이드의 웨스트 86번가와 브로드웨이의 교차점에 위치하고 있으며, 1호선 열차가 전 시간 운행되며, 2호선 열차는 심야에만 운행된다.
이 지하철역은 1904년 10월 27일 원래 지하철의 일부로 개설되었으며 2개의 상대식 승강장과 4개의 선로가 있다. 2개의 급행 선로는 낮 시간 동안 2호선 열차가, 전 시간 동안 3호선 열차가 운행된다.

## 역 구조
| G        | 거리                                | 출입구 |
| P 승강장 | 상대식 승강장, 오른쪽 출입문이 열림 | 상대식 승강장, 오른쪽 출입문이 열림 |
| P 승강장 | 북행 완행                           | ← 밴코틀랜드 파크 방면 (96번가(구 91번가역은 통과)) ← 웨이크필드-241번가 방면(주중 심야), 다이어 애비뉴 방면(주말 심야) (96번가(구 91번가역은 통과)) |
| P 승강장 | 북행 급행                           | ← 무정차 통과 |
| P 승강장 | 남행 급행                           | → 무정차 통과 → |
| P 승강장 | 남행 완행                           | → ( 주말 심야) 사우스 페리역 방면 (79번가) → → 브루클린 대학 방면 (주중 심야) (79번가) →                                                             |
| P 승강장 | 상대식 승강장, 오른쪽 출입문이 열림 | |

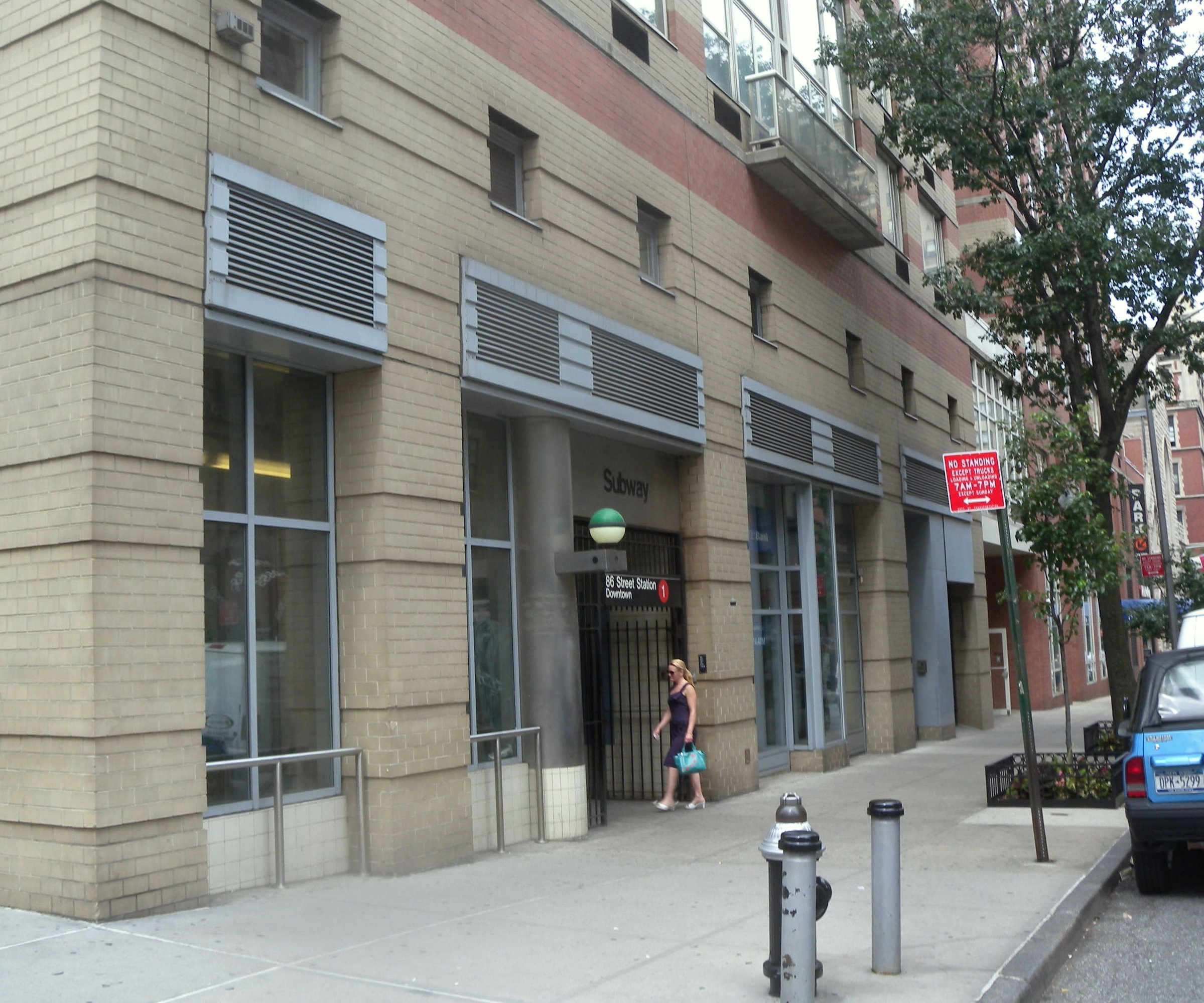
87번가 도심 출구

이 역은 1980년대에 보수 공사를 마쳤지만, 원래의 푸른 장식과 "86"장식의 모자이크 및 테라코타 벽면이 남아있다. 또한 현재 폐쇄된 화장실에 대한 "남성(Men)"과 "여성(Women)" 표시가 있다. 천장의 장식 몰딩과 백열 전구의 대부분은 손상되지 않았다. 1950년대에 확장된 승강장의 북쪽 부분에는 크림색 타일에 분홍색 trim line과 검은 색 "86th ST"가 일정한 간격으로 쓰여져 있다.
이 역에는 Nitza Tufiño의 1989년 Westside Views라는 아트워크가 설치되어 있다. 작가는 맨해튼 커뮤니티 보드 7(Manhattan Community Board 7)과 그로스버너 하우스(Grosvernor House)의 학생들이다. 장면에는 72번가역, medians on Broadway, 뉴욕 소방국, 키즈앳플레이(kids at play), 스트라우스 공원의 아이다 스트라우스 기념관, 79th Street Boat Basin, New York Buddhist Church Street vendors, 뉴욕 버스가 포함된다. Pedro Pieti 학생의 West Side Views라는 시도 있다.

## 출구
모든 운임 구역은 승강장 층에 있으며 따로 건너는 곳이 없다. 남행 승강장의 가운데 인근에 정규직 직원이 근무한다. 출구에는 개찰구, 토큰 부스, 웨스트 86번가와 브로드웨이의 서쪽 모퉁이로 올라가는 2개의 계단이 있다. 북행 승강장의 운임 구역에는 개찰구가 있으며 두 개의 계단이 같은 교차로의 동쪽 모퉁이까지 올라간다. 그러나 고객 지원 부스가 폐쇄되면서 무방비 상태이다.
남행 승강장에는 북쪽 끝 근처에 또 다른 운임 구역이 있다. 3개의 회전식 개찰구는 출퇴근시에만 직원이 근무하는 토큰 부스와 246 웨스트 87번가 구석진 곳에 올라가는 계단(웨스트 87번가와 브로드웨이의 남서쪽 모퉁이에 위치)으로 이어진다. 구석에는 메트로카드 자동 판매기가 있다.

## 사진첩

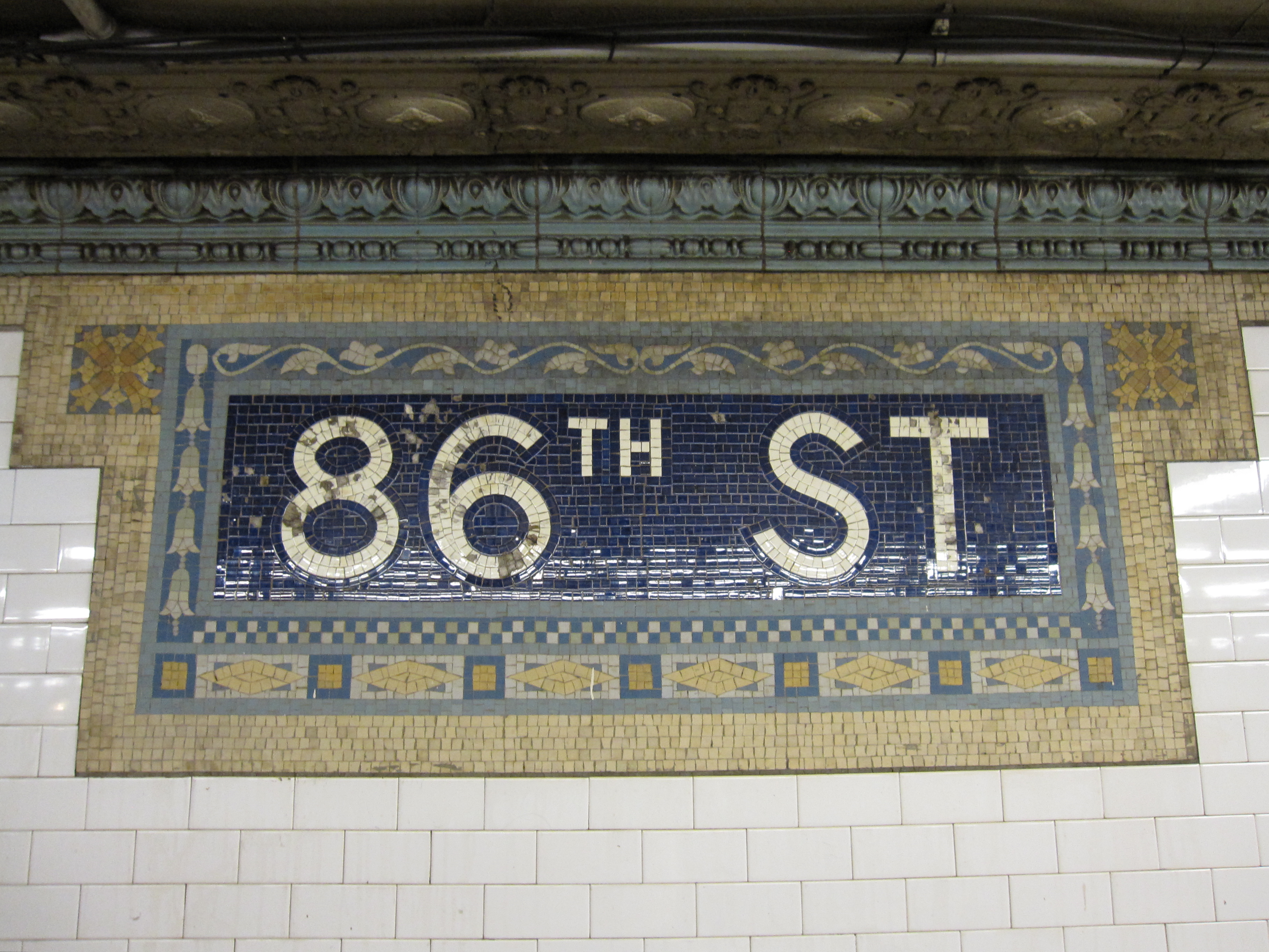
역명 모자이크
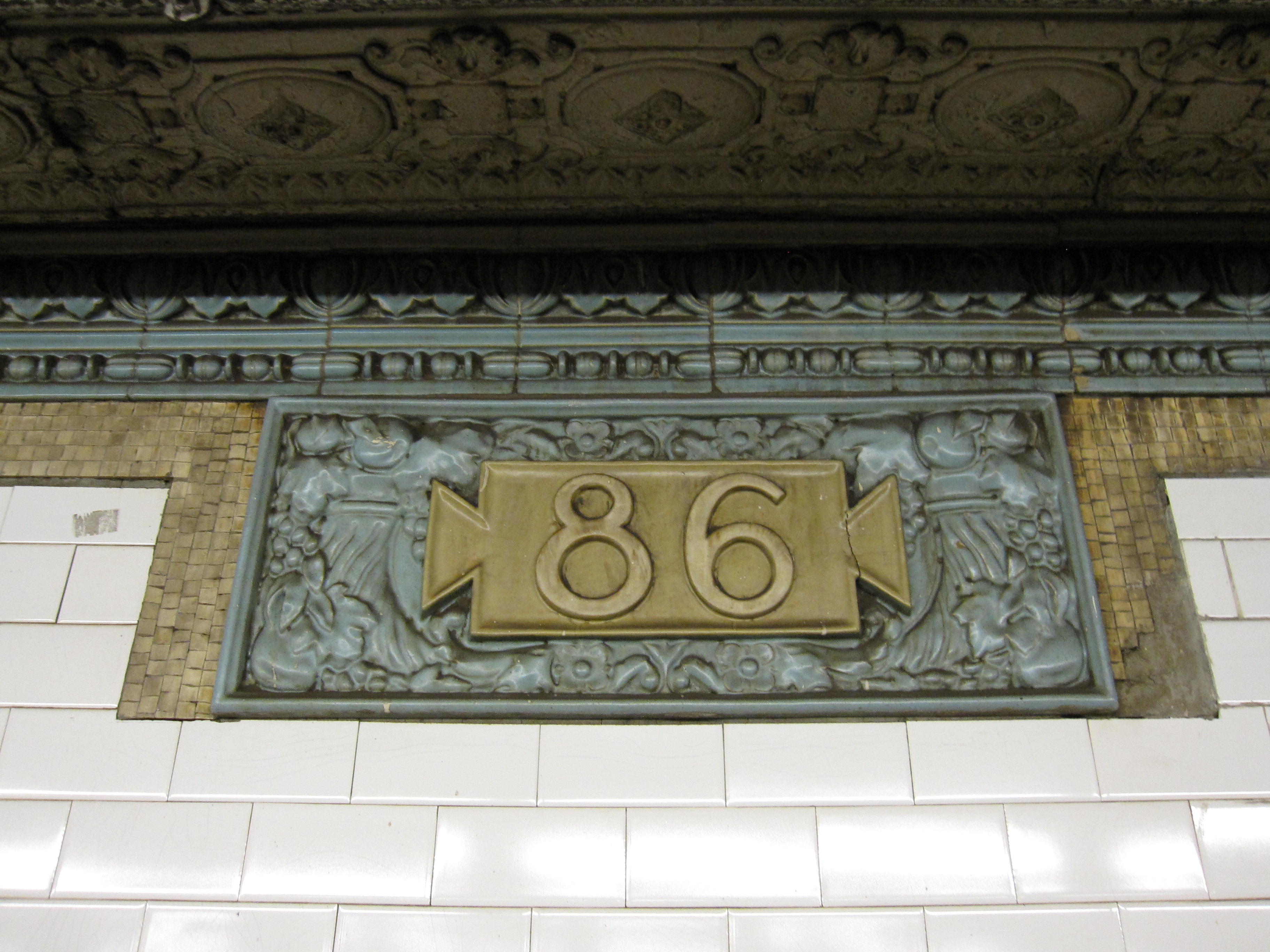
초기 "86" 숫자 장식판
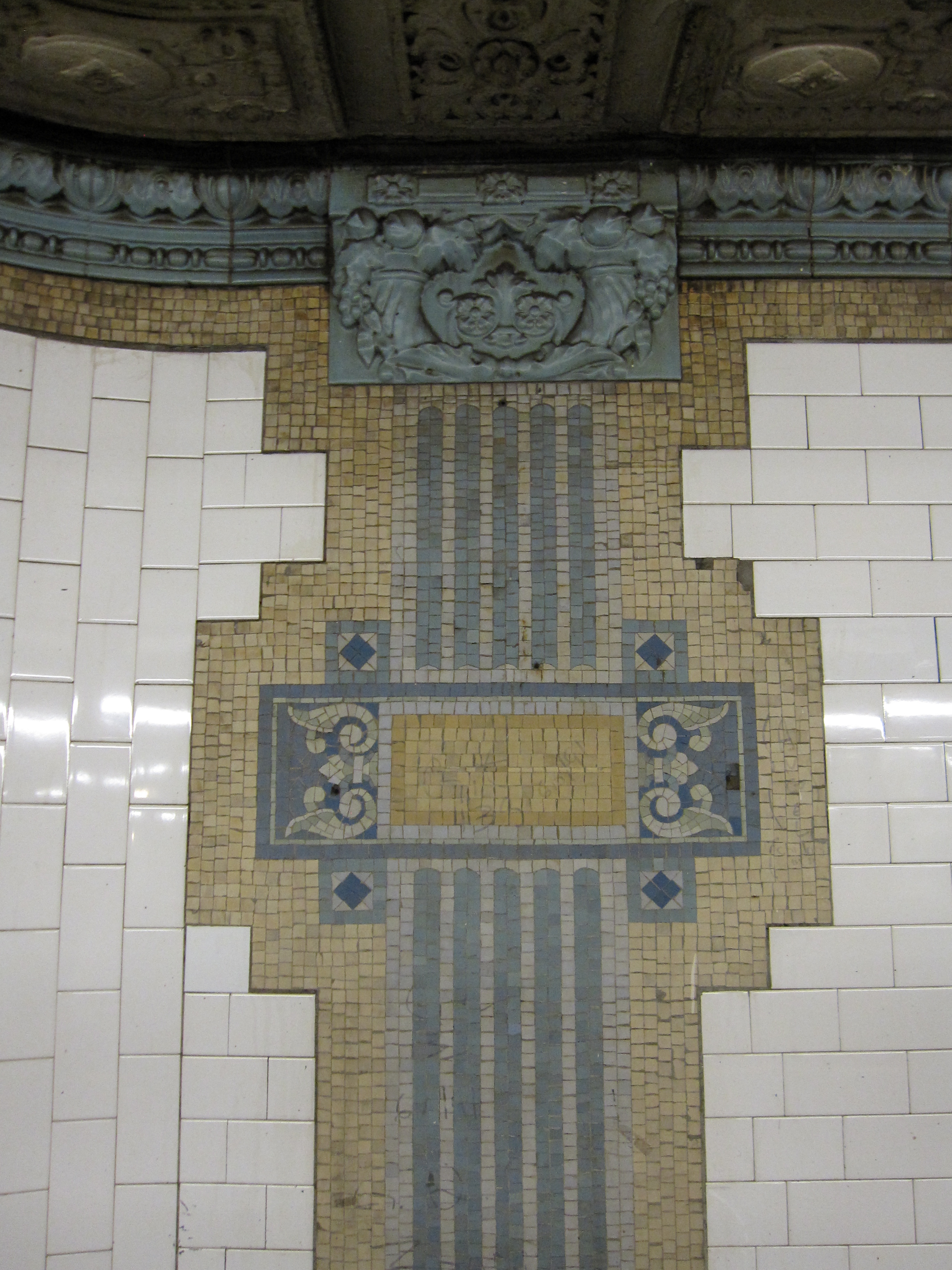
초기 장식판 및 벽면 모자이크
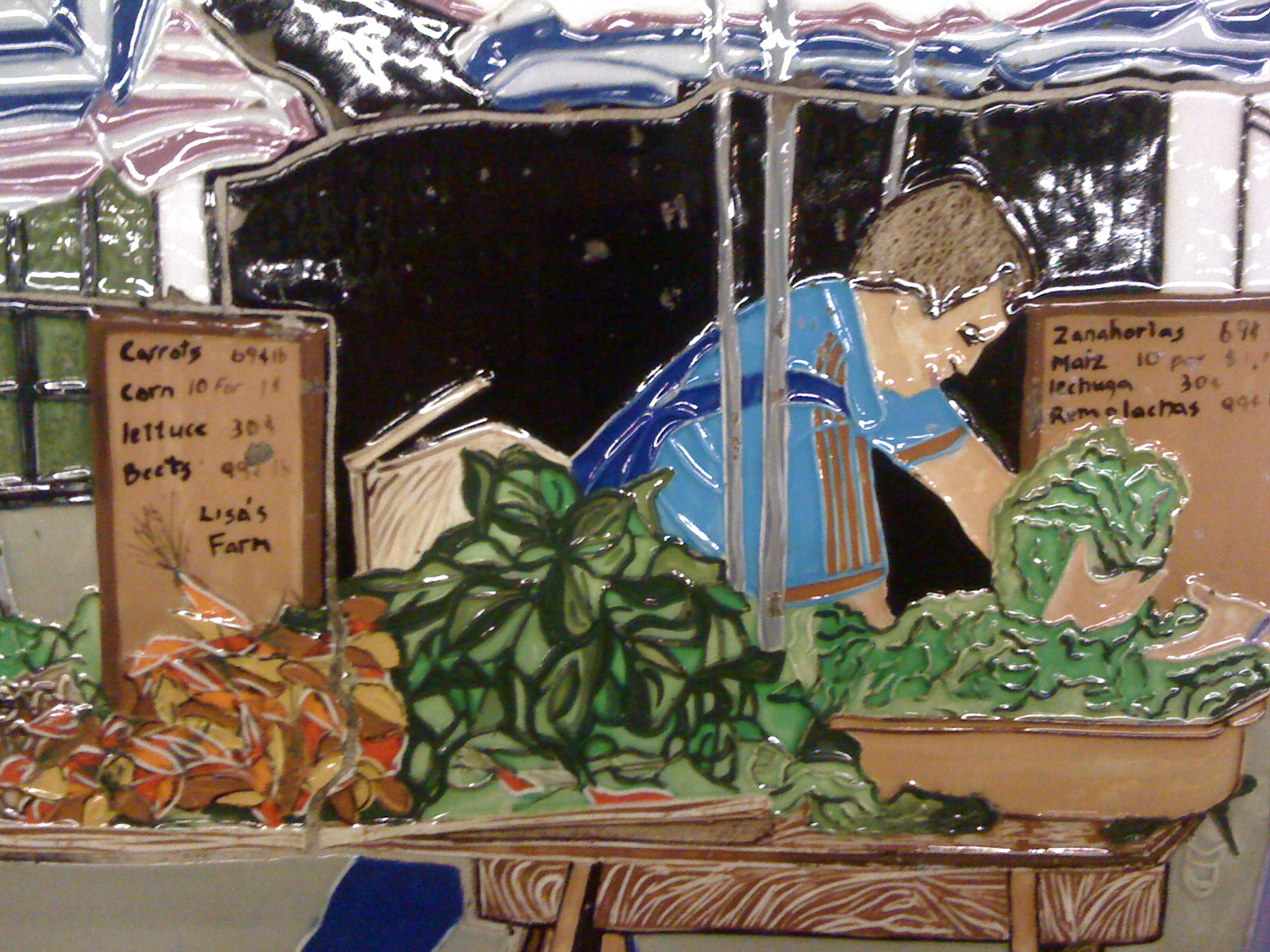
자기 부조 작품
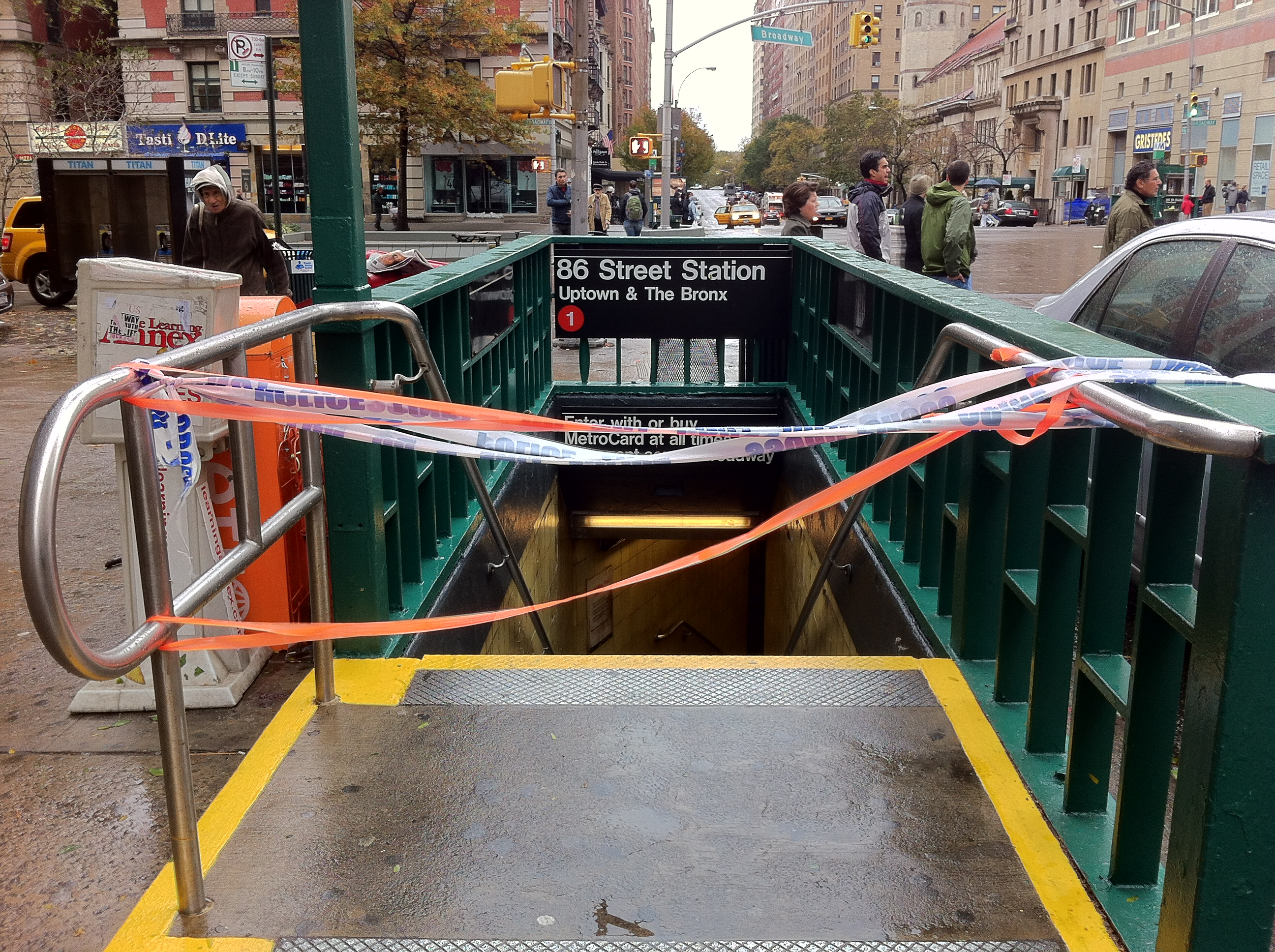
2012년 허리케인 샌디의 영향으로 폐쇄된 남서쪽 출구.